# Espace périvitellin

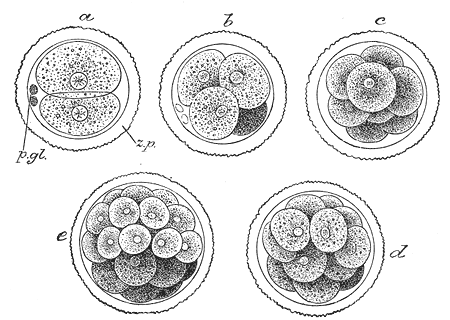
Premiers stades de la division de l'embryon de mammifère. Semi-diagrammatique. (D'après un dessin d'Allen Thomson.) z.p. Zona striata. p.gl. Corps polaires. a. Stade à deux cellules. b. Stade à quatre cellules. c. Stade à huit cellules. d, e. Stade de la morula.

En biologie (embryologie), l'espace périvitellin est l'espace contenant le globule polaire, compris entre la zone pellucide et la membrane plasmatique de l'ovocyte II. L'espace périvitellin existe préalablement à la fécondation mais c'est après celle-ci qu'il joue un rôle essentiel.
C'est un espace clair et étroit de 5 μm environ, qui sépare l'ovocyte de la zone pellucide. Il est élargi dans la zone qui contient le premier globule polaire.
Quand le spermatozoïde subit la capacitation et réalise la réaction acrosomique il se lie avec les récepteurs de la glycoprotéine de la zone pellucide ZP3 de l'ovule (ovocyte II pour les mammifères). La plasmogamie se déclenche et on a fusion des deux gamètes par leurs cytoplasmes. C'est alors que pour éviter la polyspermie la réaction corticale se déclenche, les granules corticaux remontent à la surface de la membrane de l'ovocyte et libèrent leurs contenus par exocytose dans l'espace périvitellin. Les enzymes contenues dans ces granules corticaux sont libérées dans l'espace périvitellin et modifient la structure de la zone pellucide, imperméabilisent la zone pellucide et empêchent la reconnaissance par d'autres spermatozoïdes,. 